# Isolationskoordination
Unter Isolationskoordination wird bei elektrischen Betriebsmitteln die Abstimmung zwischen den Spannungsbeanspruchungen und dem Stehvermögen elektrischer Isolierungen verstanden.
Grundsätzlich geht es dabei um sicheren und zuverlässigen Betrieb der Betriebsmittel auch unter Umgebungsbedingungen wie Feuchte/Betauung und besonderen Betriebsbedingungen wie beispielsweise Überspannung. Dabei soll auch den unterschiedlichen Isolierungen samt ihrem jeweiligen Alterungsverhalten Rechnung getragen werden. In der internationalen und der deutschen Normung wird unterschieden zwischen Isolationskoordination für Betriebsmittel in Hochspannungs- und in Niederspannungsanlagen (s. u.).

## Bemessungsgrößen
Die Norm nennt als Bemessungsgrößen:
- Mindestluftstrecken zur Vermeidung eines elektrischen Durchschlags. Diese sind von den Mikro-Umgebungsbedingungen unabhängig, sofern sie eine bestimmte Mindestgröße überschreiten.
- Mindestkriechstrecken für die Verschmutzungsgrade 1 bis 4 zur Vermeidung des Versagens infolge Kriechwegbildung entlang der Isolierstoffoberfläche.
- Mindestkriechstrecken zur Vermeidung des elektrischen Überschlags entlang der Isolierstoffoberfläche.

## Normen
| Spannungsbereich                       | Hochspannung (oberhalb der Spannungsgrenze)                                                   | Niederspannung (unterhalb der Spannungsgrenze) |
| Grenze zwischen den Spannungsbereichen | Bemessungsspannung: 1000 Volt Wechselspannung oder 1500 V Gleichspannung                      | Bemessungsspannung: 1000 Volt Wechselspannung oder 1500 V Gleichspannung |
| IEC-Publikation                        | IEC 60071                                                                                     | IEC 60664 |
| Europäische Norm                       | EN 60071                                                                                      | EN 60664 |
| deutsche Sprachfassung                 | DIN EN 60071 (VDE 0111)                                                                       | DIN EN 60664 (VDE 0110) |
| Titel + Inhalt                         | „Isolationskoordination“: Begriffe, Grundsätze, Anforderungen sowie Richtlinien zur Anwendung | „Isolationskoordination für elektrische Betriebsmittel in Niederspannungsanlagen“: Verfahren zur Bemessung der isolierenden Luft- und Kriechstrecken für elektrische Betriebsmittel in Niederspannungs-Anlagen |